# Алуштинский городской совет
Алу́штинский городско́й сове́т (укр. Алуштинська міська рада, крымскотат. Aluşta şeer şurası, Алушта шеэр шурасы) — орган местного самоуправления одноимённой территориальной общины Ялтинского района Автономной Республики Крым Украины, до 2023 года также являлся подчинённой совету территорией города республиканского значения Алушта Автономной Республики Крым (согласно позиции Украины; до 1991 года — в составе Крымской области, до 1945 года — в составе Крымской АССР). Орган местного самоуправления муниципального образования — городского округа Алушта Республики Крым Российской Федерации (согласно позиции России, фактически контролирующей Крым). 
Административный центр (месторасположение одноимённого органа власти — горсовета) — город Алушта.

## История
Алуштинский городской совет первоначально включал единственный населённый пункт — город Алушта, который был городом районного подчинения до 1964 года. Алуштинский район был образован 3 декабря 1920 года из прежних Алуштинской и Кучук-Узеньской волостей. На 1 октября 1931 года население Алуштинского района составило 16200 человек в 11 населённых пунктах.
В 1964 году Алуштинский район был упразднён и вместо него появился самостоятельный (вне района) и территориально расширенный Алуштинский горсовет в составе Крымской области УССР, а Алушта соответственно стала городом областного подчинения. В 1991 году он перешёл в состав Автономной Республики Крым Украины.
С 2014 года на месте горсовета находится городской округ Алушта Республики Крым России.
17 июля 2020 года парламент Украины, не признающий аннексию Крыма Российской Федерацией, принял постановление о новой сети районов в стране, которым предполагается объединить территории Алуштинского и Ялтинского горсоветов в новообразованный Ялтинский район, однако это решение не вступало в силу до «возвращения Крыма под общую юрисдикцию Украины». 9 сентября 2023 года, несмотря на отсутствие контроля над полуостровом, вступили в силу поправки, которые ввели в действие данное постановление в отношении Крыма.

## Население
По данным Всеукраинской переписи населения 2001 года население горсовета составляло 52 215 человек. Этнический состав населения был следующим:
- русские — 67,1 %,
- украинцы — 23 %,
- крымские татары — 6 %,
- белорусы — 1,4 %,
- поляки — 0,2 %,
- молдаване — 0,2 %.

## Административное деление

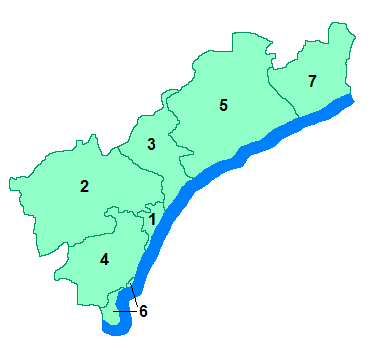

До 1964 года горсовет включал 1 город. В 1964 году он включил населённые пункты бывшего Алуштинского района.
В горсовет к 2014 году входил 1 город, 1 поселковый совет и 5 сельских советов, которые объединяли 1 город (Алушта), 1 посёлок городского типа (Партенит), 16 сёл и 8 посёлков.
В скобках указаны исторические названия сёл, изменённые в 1945-49 годах после депортации крымских народов.
- 1 — город Алушта (территория, непосредственно подчинённая городскому совету Алушты)
- 2 — Изобильненский сельский совет
  - Изобильное (Корбекуль)
  - Верхняя Кутузовка (Шума)
  - Нижняя Кутузовка (Шума)
  - Розовый (Хачи-Озенбаш, Тайфи)
- 3 — Лучистовский сельский совет
  - Лучистое (Демирджи)
  - Лаванда
  - Семидворье
- 4 — Маломаякский сельский совет
  - Малый Маяк (Биюк-Ламбат)
  - Бондаренково (Карабах)
  - Виноградный (Кастель)
  - Запрудное (Дегирменкой)
  - Кипарисное (Кучук-Ламбат)
  - Лавровое (Кюркюлет)
  - Лазурное (Кастель-Приморский)
  - Нижнее Запрудное (Нижний Дегирменкой)
  - Пушкино (Кучуккой)
  - Утёс (Карасан)
  - Чайка
- 5 — Малореченский сельский совет
  - Малореченское (Кучук-Озен)
  - Генеральское (Улу-Озен)
  - Рыбачье (Тувак)
  - Солнечногорское (Куру-Озен)
- 6 — Партенитский поселковый совет
  - Партенит
- 7 — Приветненский сельский совет
  - Приветное (Ускют)
  - Зеленогорье (Арпат)
  - Канака (не имел статуса отдельного населённого пункта)